# Diloba nigrofasciata
Diloba nigrofasciata là một loài bướm đêm trong họ Noctuidae.